# Ravine de la Chaloupe
Ne doit pas être confondu avec Ravine de la Grande Chaloupe.
La Ravine de la Chaloupe est une ravine de l'île de La Réunion, département d'outre-mer français dans le sud-ouest de l'océan Indien. Le cours d'eau intermittent qui y a son lit coule d'est en ouest sur le territoire de la commune de Saint-Leu et se jette dans la baie de Saint-Leu.